# Arsenali Medicei
Les Arsenali Medicei,  (en français : « Arsenaux médicéens ») est un ensemble de bâtiments du XVIe siècle, consacré à la construction navale, situé le long du Lungarno dans la commune de Pise, en Toscane.
Ils devraient accueillir le museo delle navi antiche en 2014.

## Histoire
En 1509, les Florentins conquièrent Pise, alors, ville en état de déclin. Dans sa vaste politique de réorganisation territoriale, le nouveau souverain, Cosme Ier de Toscane décide de lui donner le rôle de centre maritime des territoires médicéens avec, entre autres, la mise en service d’un nouvel arsenal.
L’édifice est construit pendant les années de pouvoir 1537-1574 de Cosme Ier. L’ensemble est composé de huit longs et hauts corps de bâtiments articulé par autant de nefs aux voûtes adossées sur des pilastres. Dès leur ouverture, les chantiers connaissent un grand essor - avec la production de galères - alimentés par les commandes du port de Livourne et de l'Ordine dei Cavalieri di Santo Stefano.  Au XVIIe siècle, son développement est freiné par la construction d’un arsenal concurrent situé à Livourne. Au siècle suivant, son activité perdure grâce à des commandes de privés jusqu'au XIXe siècle, où les arsenaux deviennent le siège d’un haras royal. Durant la Seconde Guerre mondiale, des bombardements aériens touchent toute la zone et détruisent une de ses nefs.